# Coracina dobsoni
Coracina dobsoni là một loài chim trong họ Campephagidae.